# Horst (Lauenbourg)
Pour les articles homonymes, voir Horst (homonymie).
Horst est une commune allemande du Schleswig-Holstein, située dans l'arrondissement du duché de Lauenbourg (Kreis Herzogtum Lauenburg), à cinq kilomètres à l'est de la ville de Mölln. Horst fait partie de l'Amt Lauenburgische Seen (« lacs lauenbourgeois ») qui regroupe 25 communes autour de Ratzebourg.